# Magnus Mark
Bo Magnus Mark, född 26 november 1964 i Själevad i Ångermanland, är en svensk skådespelare.
Åren 1983–1984 gjorde han lumpen i Östersund, som värnpliktsassistent.

## Filmografi (i urval)
- 1988 - Varuhuset
- 1993 - Drömkåken
- 1994 - Rederiet (gästroll)
- 1997-1999 - Tre Kronor (TV-serie)
- 2004 - Fyra nyanser av brunt
- 2005 - Kommissionen (TV-serie)
- 2006 - Wallander – Den svaga punkten
- 2006 - Beck – Skarpt läge
- 2007 - Natt på museet (röst)
- 2007 - Höök (TV, gränsfall)
- 2007 - Andra Avenyn (TV)
- 2008 - Oskyldigt dömd
- 2010 - Starke man
- 2010 – Drottningoffret (TV-serie)
- 2015 – 100 Code (TV-serie)
- 2015 - Johan Falk - Slutet
- 2018 – Morden i Sandhamn (TV-serie)
- 2019 – Ture Sventon och Bermudatriangelns hemlighet (TV-serie)
- 2020 – Rebecka Martinsson (TV-serie)
- 2021 – Lassie kommer hem (originalpremiär: 2020) (röst)
- 2023 – Monster High: Filmen (originalpremiär: 2022) (röst)
- 2025 – Genombrottet (TV-serie)

## Teater

### Roller (ej komplett)
| År   | Roll                 | Produktion                                                                                 | Regi             | Teater                   |
| ---- | -------------------- | ------------------------------------------------------------------------------------------ | ---------------- | ------------------------ |
| 1995 | Titta Nane           | Gruffet i Chiozza (Le baruffe chiozzotte) Carlo Goldoni                                    | Jörgen Düberg    | Helsingborgs stadsteater |
| 1995 | Clive                | En fröjdefull jul (Season's Greetings) Alan Ayckbourn                                      | Marianne Rolf    | Helsingborgs stadsteater |
| 1996 | Observatören Aurelio | Spindelkvinnans kyss (Kiss of the Spider Woman) John Kander, Fred Ebb och Terrence McNally | Ronny Danielsson | Helsingborgs stadsteater |
| 1997 |                      | Prosit! Kommissarien (Busybody) Jack Popplewell                                            | Jan Hertz        | Palladium                |